# Пандей, Ридхима
Ридхима Пандей (англ. Ridhima Pandey; род в 2009 году) — экологический активист из Индии, которая выступает за действия против изменения климата. Когда ей было девять лет, она подала иск против правительства Индии за то, что оно не приняло достаточных мер для борьбы с изменением климата. Вместе с несколькими другими молодыми активистами по борьбе с изменением климата она также была одной из истцов, подавших жалобу в Организацию Объединённых Наций на неспособность нескольких стран принять меры против климатического кризиса.

## Биография
Пандей живёт в Уттаракханде, штате на севере Индии. Её отец, Динеш Пандей, также является активистом по борьбе с изменением климата, который проработал в Уттарханде в этой должности 16 лет.
Уттаракханд пострадал от суровой погоды за последние десять лет. В 2013 году в результате наводнений и оползней погибло более 1000 человек. Из региона пришлось эвакуировать почти 100 000 человек. По данным Всемирного банка, изменение климата может увеличить давление на водоснабжение в Индии.

## Деятельность

### Судебный иск против правительства Индии
В возрасте девяти лет Пандей подала иск против правительства Индии на том основании, что оно не предприняло значительных шагов против изменения климата, на которые они согласились в Парижском соглашении. Это судебное дело было представлено в Национальный экологический трибунал (NGT), созданный в 2010 году суд, который занимается исключительно экологическими делами. Пандей также попросила правительство подготовить план по сокращению выбросов углерода и общенациональный план по сдерживанию воздействия изменения климата, включая сокращение использования Индии ископаемого топлива.
В интервью для The Independent Пандей утверждает:
«Мое правительство не приняло мер по регулированию и сокращению выбросов парниковых газов, которые вызывают экстремальные климатические условия. Это повлияет как на меня, так и на будущие поколения. Моя страна обладает огромным потенциалом для сокращения использования ископаемого топлива, и из-за бездействия правительства я обратилась в Национальный экологический суд».
NGT отклонила её ходатайство, заявив, что оно «подпадало под оценку экологического пакта».

### Жалоба в ООН
Во время подачи заявления на норвежскую визу для поездки в Осло она услышала об организации молодых климатических активистов. Она обратилась в организацию, и её выбрали для поездки в Нью-Йорк на саммит ООН по борьбе с изменением климата в 2019 году. Во время саммита 23 сентября 2019 года Пандей вместе с 15 другими детьми, включая Грету Тунберг, Аяху Мелитафа и Александрию Вилласеньор, подали жалобу в Комитет ООН по правам ребёнка, обвинив Аргентину, Бразилию, Германию, Францию и Турцию в нарушении Конвенции о правах ребёнка, не принимая адекватных мер по борьбе с климатическим кризисом.

### Дальнейшая активность
Пандей призвала к полному запрету на пластик, утверждая, что его продолжающееся производство является результатом потребительского спроса. Она также призвала правительство Индии и местные власти сделать больше для очистки реки Ганг. Она сказала, что, хотя правительство утверждает, что очищает реку, состояние реки не сильно изменилось.
В своей биографии «Дети против изменения климата» Пандей цитируется как заявляющая о её цели:
«Я хочу спасти наше будущее. Я хочу спасти будущее всех детей и всех людей будущих поколений».

## Награды
Пандей была в списке 100 женщин BBC, объявленном 23 ноября 2020 года.